# Nicolas Francin
Pour les articles homonymes, voir Francin (homonymie).
Nicolas Francin, né le 20 septembre 1735 à Metz et mort 24 août 1802  dans la même ville a été évêque constitutionnel du département de la Moselle.

## Biographie
Nicolas Francin est nommé curé de Kœnigsmacker, village de 800 habitants, près de Thionville le 1er août 1768. 
Le cardinal-évêque de Metz et aumônier du roi, Louis-Joseph de Montmorency-Laval, étant réfractaire à la constitution civile du clergé, Nicolas Francin est élu évêque de la Moselle le 3 avril 1791 par l'Assemblée constituante.
En 1793, il est emprisonné pendant 14 mois à Clermont-Ferrand, pour avoir célébré la fête d'un saint. 
Après la signature du concordat, Nicolas Francin est contesté par son prédécesseur, le cardinal de Montmorency, évêque réfractaire en émigration. Le pape demande aux deux prélats de démissionner. Si le cardinal s'y refuse et reste en exil, Nicolas Francin obtempère.
Pierre-François Bienaymé est alors nommé évêque de Metz, en mai 1802.
Nicolas Francin rejoint alors la cure de la paroisse Notre-Dame.  Il décède à Metz le 24 août 1802  à l'âge de 67 ans.